# Sant Vicenç d'Almenara
Sant Vicenç d'Almenara és una església del municipi d'Agramunt (Urgell) inclosa en l'Inventari del Patrimoni Arquitectònic de Catalunya.

## Descripció
A uns 50 m. del Pilar d'Almenara, hi ha un temple dedicat a Sant Vicenç màrtir; en l'actualitat sense ús, esbaldregat i en ruïna. El temple constà d'un nau, està orientat d'est a oest, l'absis de planta circular i la coberta de volta de canó reforçada per arcs torals que descansen damunt de pilars acabats amb capitells sense decoració; pedra d'importació -indica Sarrate-; l'època de construcció ha d'apropar-se al segle xiii, amb possible obra a les acaballes del XII i amb encaix de la capella gòtica -encara no malmesa del tot- als temps inicials del XIV. A la vora del temple, hi hagué un poblat medieval.

## Història
L'església de Sant Vicenç màrtir fou en molta part acabada de desmantellar quan, a la guerra de 1936-1939, els soldats arrencaren la quasi totalitat dels carreus que revestien el temple, per a l'obra militar que els convenia fer a la mateixa alçada.